# Juha Pirinen
Juha Pirinen (Valkeakoski, 22 de outubro de 1991) é um futebolista finlandês que atua como Lateral. Atualmente defende o Tromsø.